# 惟宗允亮
惟宗 允亮（これむね の まさすけ /ただすけ）は、平安時代中期の貴族・学者。氏姓は惟宗朝臣のち令宗（よしむね）朝臣。官位は従四位下・河内守。同時代を代表する明法道の権威。

## 経歴
父は明らかでない。『大日本史』では允亮を惟宗直宗の玄孫とする。
明法得業生より立身して、円融朝の天元5年（982年）信濃掾・美努秀則からの「除目官と宣旨職と分別有るべきか」との問いに対する選叙令を引用した回答にその名前が現れる。その後、明法博士を務めるが、永祚2年（990年）には既に博士を退任しているのにも拘らず勘文提出を命じられている。勘解由次官を経て、正暦4年（993年）左衛門権佐に任じられ、長徳2年（996年）には従五位上に叙され加賀権介を、長保元年（999年）には備中権介を兼務している。また、長徳2年（996年）の長徳の変に際しては検非違使佐として、内大臣藤原伊周逮捕の指揮を執っている。長徳4年（998年）頃には弟とみられる明法博士・惟宗允政と共に令宗朝臣の姓を与えられた。令宗とは「律令の宗師」（学界の第一人者）という意味である。
長保元年（999年）6月30日には自宅において令の講義を行っている。明法道の学者といえども自宅での講義には天皇の宣旨による許可が必要とされており、実際にこれを許されたのは平安時代前期の讃岐永直、允亮の曽祖父（祖父とも）である惟宗直本とこの時の允亮の3例のみであり、前年の令宗姓の賜姓と並んで彼の社会的名声が破格のものであった事を示している。長保4年（1002年）8月、信濃国における馬を巡る争いを裁決し、「私牧の牝馬が官牧に遊牧した時に生んだ駒は、母馬に属して私牧のものとする」とした。
長保5年（1003年）正五位下に昇叙、この頃に起きた宇佐八幡宮の内紛の調停のために大宰府へと派遣されている。寛弘3年（1006年）には従四位下に叙せられて、河内守に任ぜられた。従四位下はこの叙任の前年に卒去した陰陽師の安倍晴明と同じ位階である。両者ともそれぞれの家格からして前例のない叙位であったという側面からしても、その社会的名声の高さを示している。翌年には任国から平安京に召還されて藤原道長の屋敷（土御門殿）にて開かれた諸道論議の場に参加している。任が終わった後も河内国大県郡に留まり程なく病死したと言われている。
藤原実資の依頼で執筆されたとされる『政事要略』130巻は現在では25巻しか伝わっていないが、当時の律令学説を知る上で貴重であると共に、彼の知識の深さを物語っている。他にも『類聚判集』100巻や『類聚律令刑官問答私記』1巻などの著書があったとされるが、全て散逸している。また、彼の日記『宗河記』の逸文が残されている他、『延喜式』の注釈の中にも彼を由来とするものが残されている。
長保元年の自宅での講義を実際に聞いたとされる大江以言（千里の孫で文章博士）は、允亮の講義の素晴らしさを日記で記しており、後世においても大江匡房や葉室定嗣などが高く評価している。

## 官歴
- 時期不詳：明法得業生[4]
- 天元5年（982年） 正月25日：見明法博士[4]
- 正暦3年（992年） 6月23日：見勘解由次官[5]
- 正暦4年（993年） 正月：左衛門権佐[6]
- 長徳2年（996年） 正月25日：兼加賀権介[7]
- 長徳4年（998年）頃：惟宗朝臣から令宗朝臣に改姓
- 長保元年（999年） 正月：兼備中権介[6]
- 長保5年（1003年） 正月5日：正五位下[4]
- 寛弘3年（1006年） 正月7日：従四位下[8]
- 寛弘4年（1007年） 日付不詳：河内守[4]

## 系譜
- 父：不詳
- 母：不詳
- 妻：不詳
  - 男子：惟宗道成[9]

## 関連事項
- 律令法
- 律令制
- 格式